# ノースライト (小説)
『ノースライト』は、横山秀夫の長編推理小説。旅行雑誌『旅』（新潮社）2004年5月号から2006年2月号に連載、大幅な加筆修正を経て新潮社より2019年2月22日に刊行された。主人公の建築士が自分の設計した家にブルーノ・タウトゆかりの椅子を残し姿を消した一家の謎を追うミステリー。「週刊文春ミステリーベスト10 2019」国内部門第1位。
NHK総合「土曜ドラマ」にて西島秀俊主演でテレビドラマ化され、2020年12月12日と12月19日に放送された。

## あらすじ
一級建築士の青瀬稔は、吉野という夫婦から、信濃追分の土地に「あなたが住みたい家を建ててください」との依頼を受ける。設計した家は「Y邸」として雑誌で紹介され、青瀬の代表作となる。
引き渡しから4ヶ月後、雑誌で「Y邸」を見て現地を訪ねた人から、人が住んでいる気配がないと聞かされた青瀬は、建築事務所所長の岡嶋とともに現地へ向かう。
鍵は空き巣に入られたのか壊されており、家は無人で、電源の入った留守番電話と、一脚の木製椅子だけが残されていた。電気・ガス・水道料金は口座引落できちんと支払われていた。岡嶋は、残されていた椅子がブルーノ・タウト作のものではないかと気づく。
青瀬は、「Y邸」建築中に顔見知りになった役場職員のつてで、吉野一家の信濃追分への転入状況を調べるが、転入した形跡はなかった。吉野一家が以前住んでいた家に向かい、隣家や大家から聞き込みをすると、吉野の妻は子供を連れて実家へ帰ったという。青瀬は、何度か吉野一家と顔を合わせた際の違和感を思い出す。さらには、吉野を追う男の存在も浮かび上がる。

## 登場人物
演者はドラマ版
青瀬稔
演 - 西島秀俊（幼少期：宇都宮太良）
「岡嶋設計事務所」の一級建築士。「Y邸」の設計者。
岡嶋昭彦
演 - 北村一輝
「岡嶋設計事務所」所長。青瀬の大学時代からの友人。
岡嶋八栄子
演 - 田中麗奈
昭彦の妻。
岡嶋一創
演 - 川口和空
昭彦と八栄子の息子。
吉野陶太
演 - 伊藤淳史（少年期：吉田翔）
「Y邸」の施主。「Y邸」完成後に消息不明となる。
吉野香里江
演 - 徳永えり（幼少期：松永花瑠）
陶太の妹。青瀬には素性を偽り、陶太の妻として接していた。
村上ゆかり
演 - 宮沢りえ
青瀬の元妻。インテリアプランナー。
村上日向子
演 - 長澤樹
青瀬とゆかりの娘。青瀬とは定期的に父子面会しているほか、携帯電話で連絡をとっている。
池園孝浩
演 - 池田鉄洋
「関東日報」の記者。青瀬に協力し、タウトゆかりの「Y邸」の椅子の由来を調査する。
津村マユミ
演 - 田中みな実
「岡嶋設計事務所」の事務員。昭彦の幼馴染。
石巻豊
演 - 柄本時生
「岡嶋設計事務所」の建築士。かつてスランプに陥った際、所長の岡嶋に救済されている。
竹内健吾
演 - 井之脇海
「岡嶋設計事務所」の若手建築士。
能勢琢己
演 - 青木崇高
「能勢設計事務所」の所長。青瀬が赤坂の大手設計事務所で建築士をしていた頃の元同僚。
鳩山司郎
演 - 竹財輝之助
「能勢設計事務所」にヘッドハントされた建築士。美術館コンペチームのリーダー。
繁田満
演 - 戸田昌宏
「東洋新聞」の記者。美術館コンペの審査員収賄疑惑を追っている。
深水
演 - 李千鶴
「東洋新聞」の記者。繁田の同僚。
村田
演 - でんでん
吉野家の隣人。
ギプスの男/三島
演 - 勝矢
陶太の行方を追う男。
蕎麦屋の主人
演 - 春海四方
「上多賀」の女将
演 - 梅沢昌代
藤宮春子
演 - 山口果林
パリ在住の孤高の日本人女流画家。故人。日本に記念美術館が建設される予定。
青瀬年雄
演 - 寺脇康文
稔の父。渡りのダム工事の型枠職人。稔が幼少の頃、転勤先の桐生で崖から転落死している。
吉野伊佐久
演 - 林泰文（少年期：関仁平）
陶太の父。木工職人だったが3年前に脳卒中で死去。「Y邸」の椅子の製作者。
山下草男
演 - 品川徹
吉野伊佐久と同郷の知人。生前のタウトに直接指導を受けた木工職人。
ブルーノ・タウト
演 - ルネ・ボスマン
戦前の著名なドイツ人建築家。1930年代に来日し、工芸品製作の指導に当たる。「Y邸」の椅子の設計者。

## ランキング
- 週刊文春ミステリーベスト10 2019 国内部門 第1位[3]
- ミステリが読みたい!2020年版 国内ランキング 第2位[6]
- キノベス!2020 第3位[7]
- 2020年（第17回）本屋大賞 第4位[8]

## 書誌情報
- ノースライト（2019年2月22日、新潮社、ISBN 978-4-10-465402-4）
- ノースライト（2021年11月27日、新潮文庫、ISBN 978-4-10-131673-4）

## テレビドラマ
NHK総合「土曜ドラマ」で2020年12月12日および12月19日の21時から22時13分に放送された。全2回。主演は西島秀俊。
収録は2020年9月初旬から10月中旬にかけて行われ、浅間山を臨む「Y邸」が撮影のため信濃追分に実際に建てられた。
第58回ギャラクシー賞 テレビ部門奨励賞を受賞（2020年度）。
2021年5月24日の21時から119分の再編集版がNHK BSプレミアムおよびNHK BS4Kで放送された。

### スタッフ
- 原作 - 横山秀夫『ノースライト』
- 脚本 - 大森寿美男
- 音楽 - 稲本響
- 建築指導 - 杉浦定雄・森田達也
- 制作統括 - 佐野元彦（NHKエンタープライズ）、長谷川晴彦（ロボット）、訓覇圭（NHK）
- 演出 - 笠浦友愛（NHKエンタープライズ）

### 放送日程
| 放送回 | 放送日     | サブタイトル |
| 放送回 | 総合・BS4K | サブタイトル |
| ------ | ---------- | ------------ |
| 第1回  | 012月12日  | 消えた家族   |
| 第2回  | 012月19日  | 夢みた家     |